# North Shore, New South Wales
North Shore är en ort i Australien. Den ligger i kommunen Port Macquarie-Hastings och delstaten New South Wales, i den sydöstra delen av landet, omkring 320 kilometer nordost om delstatshuvudstaden Sydney. Orten hade 371 invånare år 2021.
Närmaste större samhälle är Port Macquarie, nära North Shore.